# Тептіївська сільська рада
Тептіївська сільська рада — колишній орган місцевого самоврядування у Богуславському районі Київської області з адміністративним центром у с. Тептіївка.

## Загальні відомості
Водоймища на території, підпорядкованій даній раді: р. Рось.

## Населені пункти
Сільській раді підпорядковані населені пункти:
- с. Тептіївка
- с. Дешки

## Склад ради
Рада складається з 14 депутатів та голови.

### Керівний склад ради
| ПІБ                            | Основні відомості                                                               | Дата обрання | Дата звільнення |
| ------------------------------ | ------------------------------------------------------------------------------- | ------------ | --------------- |
| Кириченко Анатолій Миколайович | Сільський голова, 1946 року народження, освіта, безпартійний                    | 26.03.2006   | 31.10.2010      |
| Павліченко Микола Федорович    | Сільський голова, 1955 року народження, освіта середня спеціальна, безпартійний | 31.10.2010   |                 |

Примітка: таблиця складена за даними джерела